# 류드밀라 모나스티르스카
류드밀라 빅토리우나 모나스티르스카(우크라이나어: Людми́ла Ві́кторівна Монасти́рська, 1975년 5월 25일~)는 우크라이나의 소프라노 성악가이다.

## 어린 시절과 경력
류드밀라 모나스티르스카는 1975년 체르카시주 이르클리이우에서 태어났으며 R. 글리에르 키이우 음악원과 키이우 음악원(현 국립 차이콥스키 음악원)에서 수학했다.
그녀는 1996년 차이콥스키의 예브게니 오네긴에서 타티아나 역으로 우크라이나 국립 오페라에서 데뷔했으며, 1998년부터는 주역 솔리스트로 활동했다.
그녀는 우크라이나 국립 오페라와 상트페테르부르크의 미하일롭스키 극장에서 베르디의 아이다, 폰키엘리의 라 조콘다의 타이틀 롤을 비롯해, 베르디의 가면무도회 속 아멜리아, 차이콥스키의 스페이드의 여왕 속 리자, 레온카발로의 팔리아치 속 네다, 마스카니의 카발레리아 루스티카나 속 산투차 역 등 다양한 역할을 맡아 열연했다.
2010년에는 베를린 도이체 오퍼에서 푸치니의 토스카 타이틀 롤로 갑작스러운 대타 출연을 성공적으로 마쳤으며, 이 경험은 그녀의 이탈리아 무대 데뷔로 이어졌다. 이후 토레 델 라고에서 열린 푸치니 페스티벌에 알알베르토 베로네시의 지휘 아래 출연했다. 2012년 2월 그녀는 밀라노 라 스칼라 극장에서 아이다 역으로 무대에 섰다.
2011년, 그녀는 코벤트 가든(영국 로열 오페라 하우스) 무대에 출연했으며, 시즌 초반 미카엘라 카로시를 대신해 아이다 역을 성공적으로 소화했다. 이 공연의 지휘는 파비오 루이지가 맡았다.    또한 그녀는 베르디의 맥베스 에서 레이디 맥베스 역에도 캐스팅되었으며, 타이틀 롤은 사이먼 킨리사이드가 맡았고, 지휘는 안토니오 파파노가 맡았다. 텔레그래프의 루퍼트 크리스티안센은 그녀의 무대에 대해 다음과 같이 평가했다: “그녀는 볼륨이나 지구력에서 부족함이 없었으며, 콜로라투라를 명확하게 소화했고 음정도 안정적이었다. … 다만 아쉬운 점은 그녀가 어떤 언어로 노래하고 있는지를 알아듣기 어려웠다는 것이다.”

오페라 뉴스의 윌리엄 브라운은 DVD 리뷰에서 이렇게 썼다:
“류드밀라 모나스티르스카의 레이디 맥베스는 드물게 잘 노래된 사례다. 이 1865년판의 역은 성악적으로 까다로운 하이브리드이지만, 그녀는 후기 베르디 스타일을 아름답게 소화해냈다. 특히 ‘La luce langue’의 도입부에서는 음모가 전개됨에 따라 그녀가 느끼는 불안감이 목소리에 적절히 묻어난다. 또한 이보다 앞선 스타일의 아리아에서, 거의 유일하게 그녀는 ‘Or tutti sorgete’에서 베르디가 쓴 스타카토 표시를 정확히 지켜낸다. 그녀는 왜 베르디가 그런 지시를 했는지에 대해 고민한 듯하며, 이를 '기쁨의 흥분이 터져 나오는 듯한 웃음소리'로 표현해냈다. 몽유병 장면 또한 뛰어나며, 마지막 고음 D♭는 마치 그녀가 절망의 심연을 들여다본 듯한 색채감으로 불려졌다.”

## 뉴욕 공연
"뉴욕 타임즈의 비평가 코린나 다 폰세카-볼하임(Corinna da Fonseca-Wollheim)은 다음과 같이 평했다:
“타이틀 롤에 그녀의 풍부한 소프라노를 선사한 류드밀라 모나스티르스카에게 이는 메트 무대에서의 화려한 데뷔였다. … 그녀는 이미 완전히 성숙한 예술가로 메트에 왔다. 그녀는 가장 부드러운 음에서도 그 울림을 잃지 않는 풍성하고 둥근 소프라노를 지녔다. 그녀의 ‘O patria mia’는 아름답게 구성되었고, 어두운 색조의 표현으로 극적인 긴장감을 더했다. 모나스티르스카의 음색이 첼로와 완벽하게 어우러지면서도 유연하게 흐르는 대목은 루이지와 그의 가수들 사이의 신뢰와 소통을 명확히 보여주었다.” Latinos Post의 데이비드 살라자르(David Salazar) 역시 그녀의 아리아 해석에 대해 다음과 같이 평했다:
“아리아 끝부분의 높은 C 음으로 올라가면서 그녀는 점차적으로 길게 크레셴도를 쌓아 올렸고, 결국 그 C 음을 마치 몸에서 분리된 듯한 피아니시모로 표현하며 그 순간을 숭고하게 만들었다.”
2022년 4월 30일, 안나 네트렙코가 블라디미르 푸틴과 2022년 러시아의 우크라이나 침공에 대해 모호한 입장을 취해 메트로폴리탄 오페라에서 제외된 뒤, 디바 안나 네트렙코를 대신해 모나스티르스카가 오페라 투란도트의 타이틀 롤을 맡았다.  공연이 끝난 후, 모나스티르스카는 커튼콜에서 우크라이나 국기를 몸에 두르고 등장했다.

## 로열 오페라 하우스
2013년, 그녀는 로열 오페라의 베르디 오페라 《나부코》에서 아비가일 역을 맡아 공연했으며, 나부코 역에는 레오 누치와 플라시도 도밍고가 교대로 출연했다.   이 공연은 전 세계 영화관에서 생중계되었다.

## 개인사
모나스트르스카는 키이우 시립 아동 및 청소년 오페라 극장의 테너 솔리스트인 올렉산드르 모나스트르스키와 결혼했다. 두 사람은 슬하에 자녀 두 명을 두고 있다.